# Polyfem
Polyfem var en litterär kritisk tidning utgiven från december 1809 till 1812 i Stockholm. Tidningens fulla titel var Polyfem. Ett blad att läsa på sängen.
Tidskriftens syfte var att med skämtet som vapen nedgöra ”tunguserna”, som man kallade männen i Svenska akademin och representanterna för den franska smaken inom litteraturen. Skämtbladets namn blev Polyfem då den liksom den enögde cyklopen i den grekiska mytologin endast skulle skåda rätt fram.
Johan Christoffer Askelöf var tidningens utgivare. Till bladets mest betydande medarbetare hörde Lorenzo Hammarsköld, Carl Adolph Agardh, Per Daniel Amadeus Atterbom, Vilhelm Fredrik Palmblad och Clas Livijn och Pehr Elgström. Alla tillhörde den ”Nya skolans” män, Fosforisterna, och tidningens polemik angrep den ”Gamla skolan”.

## Tryckning och utgivning
Tidningen trycktes på Marquardska Tryckeriet 1809–1812 med frakturstil. Den kom ut 2 dagar i veckan, onsdag och lördag, med 4 till 8 sidor. Formatet var kvartoformat, och tidningarna var odaterade.
Totalt gavs 4 samlingar med 52 nummer ut, och en femte med 57 nummer. Priset för en samling av 52 nummer var 1 riksdaler banco och 16 skilling banco.

## Innehåll
Tidningen var en litterär, kritisk tidning  som med satiriska artiklar och polemik verkade för den nya skolan, den nyromantiska. Tidningens polemik riktades emot tidningen Journalen och den så kallade ”Gamla skolan” och dess litteratur. Tidskriften har beskrivits som ”ett komiskt dagpapper, riktat mot dårskaperna så väl i vår litteratur som i allmänna lefvernet”.
Gustaf Ljunggren behandlar tidningen Polyfem i  sin Svenska Vitterhetens Häfder, del 4, sidorna 81 till 134 – det vill såga mer än 50 sidor.

## Bilagor till tidningen
- Strödda Underrättelser om de Vittra Striderna på Tyska Parnassen [af L. Hammarsköld], 8 s. Saml. 1 (1810), nr 17.
- Till Sjökapten Baggfot, I anledning af dess Historiola om Tungusiska Teatern i N:o 18 af Polyfem [af C. Lindegren]. Sthlm, C. Deleé 1810.  Saml. 1 (1810), nr 24.
- Sändebref till de Journalister ifrån Öfversättaren af KOINTOS KALABROS [V. F. Palmblad]. U. t. Upsala, Stenhammar & Palmblad. 1811.22 s. Saml. 2 (1811). nr 52.